# Sabino Berthelot
Sabin Berthelot (Marsella, Francia, 4 de abril de 1794-Santa Cruz de Tenerife, España, 10 de noviembre de 1880) fue un naturalista y etnólogo francés, residente en las islas Canarias durante gran parte de su vida y coautor de Historia Natural de las Islas Canarias junto al botánico inglés Philip Barker Webb.

## Biografía
Sabino Berthelot nació en 1794 en la ciudad francesa de Marsella, hijo del comerciante Juan Agustín Berthelot y de su esposa Teresa Eulalia Augier. Se alistó en la Marina francesa y sirvió como guardiamarina durante las guerras napoleónicas. Después de la guerra se unió a la flota mercante, viajando entre Marsella y las Indias Occidentales. Entre 1819 y 1820 se estableció en La Orotava (Tenerife) donde llegó a dirigir entre 1824-1826 el Jardín Botánico del Puerto de la Cruz fundado por el Marqués de Villanueva del Prado.
Desarrolló una gran labor investigadora en Canarias, en los campos de la botánica, de la historia, de la antropología aborigen y de la etnografía, y esto se refleja en una serie de sólidas publicaciones que contribuyeron a que la comunidad científica europea pusiera el punto de mira en las singularidades de las islas Canarias.  
Con su colaborador, Philip Barker Webb, recorre las islas Canarias durante varios años —entre 1822 y 1830— recogiendo datos de campo, que fueron la base para la publicación de la Historia Natural de las islas Canarias, que en varios tomos y un atlas, se publicó entre 1836 y 1850.
En 1847 regresó de nuevo a la isla como cónsul de Francia en Canarias y, aunque en esta segunda etapa viajó con frecuencia a Francia, a la península y a otras islas, fue en Tenerife donde residió la mayor parte del tiempo. De esta segunda estancia en Tenerife es su obra Antigüedades canarias, publicada en París en 1879, apenas un año antes de su fallecimiento. 
Sabino Berthelot vivió gran parte de su vida en Tenerife donde conoció a mucha gente e hizo buenas amistades, que pertenecen a dos clases diferentes: una es la de los tinerfeños como el doctor Domingo Saviñón Yánez, profesor de Física en la Universidad de La Laguna, o el marqués de Villanueva del Prado y su hijo; otra, la los extranjero que, o bien residían en las islas, como los franceses Alejandro Auber —antiguo asociado y fiel amigo—, Miguel Maffiotte
 o el pintor británico Alfred Diston, o bien eran visitantes de paso por las islas. 
Se distinguió por su colaboración en el desarrollo de la educación, de la industria, de la agricultura y del comercio de Canarias y en 1847 fue nombrado agente consular interino de Francia en Santa Cruz de Tenerife, y posteriormente cónsul de primera, en 1874. En 1876 se le nombró Hijo Adoptivo de Santa Cruz de Tenerife.
El 10 de noviembre de 1880 falleció en Santa Cruz de Tenerife y se encuentra enterrado en el Cementerio de San Rafael y San Roque.
Un aspecto menos conocido de sus actividades fue el artístico. Debió de ser buen dibujante: algunos de los grabados que ilustran su Histoire naturelle están ejecutados sobre sus dibujos. Mantuvo contacto con el pintor Couder: es conocida la anécdota que cuenta como éste representó a Berthelot en uniforme de general en un solemne cuadro histórico y oficial, cuya broma resultó ser del agrado del rey Luis Felipe. A otro amigo, el pintor Lassalle, que fue autor de su retrato, le proporcionó Berthelot los elementos técnicos de un retrato imaginario de Cristóbal Colón, que fue comprado por el mismo rey: más tarde se lo enseñaron como auténtico en Sevilla, donde había sido enviado a cambio de un Murillo codiciado por Luis Felipe.
Su carrera consular fue de las más tranquilas. Nombrado al principio con título de interino, a los pocos meses fue nombrado agente consular en propiedad, por decisión del 14 de abril de 1848, firmada por el ministro de Asuntos Extranjeros del gobierno de la República, que lo era entonces el célebre poeta Lamartine.
Debió dejar importante archivo personal y buena biblioteca, ya que resulta haber sido persona meticulosa y bien organizada, que conservaba todos sus apuntes y la correspondencia recibida tanto como la copia de la enviada por él. Todos estos papeles deben haber pasado a Francia, porque no hay rastro de ellos en las Islas. Aunque no sea más que simple hipótesis, es posible que sus albaceas hayan sido Elías Zerolo y Louis Lavialle, librero marsellés y antiguo amigo del finado: estos dos, o acaso otros amigos en su lugar, cuidaron la impresión póstuma de sus recuerdos y la repartición de los legados previstos en el testamento.
Por todas estas razones, parece plenamente justificado el acuerdo tomado por el Ayuntamiento de Santa Cruz de Tenerife, el 21 de julio de 1876, de nombrarlo hijo adoptivo de la ciudad. A lo mejor no era mucho, para una actividad de más de 50 años en favor de las Islas. Pero sería error creerlo, porque era todo cuanto podía hacer la capital para reconocer sus méritos.

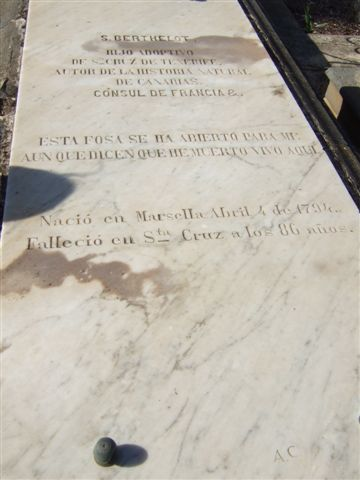
Tumba de Sabino Berthelot en el Cementerio de San Rafael y de San Roque, en Tenerife

## Obras
- Etnografía y Anales de la Conquista de las Islas Canarias [publicada en Francia en 1842]: Santa Cruz de Tenerife, 1978.
- Antigüedades canarias [publicada en Francia en 1879] Santa Cruz de Tenerife, 1980.
- Recuerdos y epistolario : (1820-1880). La Laguna: Instituto de Estudios Canarios, 1980
- Primera estancia en Tenerife, 1820-1830. Santa Cruz de Tenerife: Instituto de Estudios Canarios, 1980
- Historia Natural de las Islas Canarias [10 tomos en gran folio profusamente ilustrados]: París, 1835-1850, en colaboración con el botánico inglés Philip B. Webb.

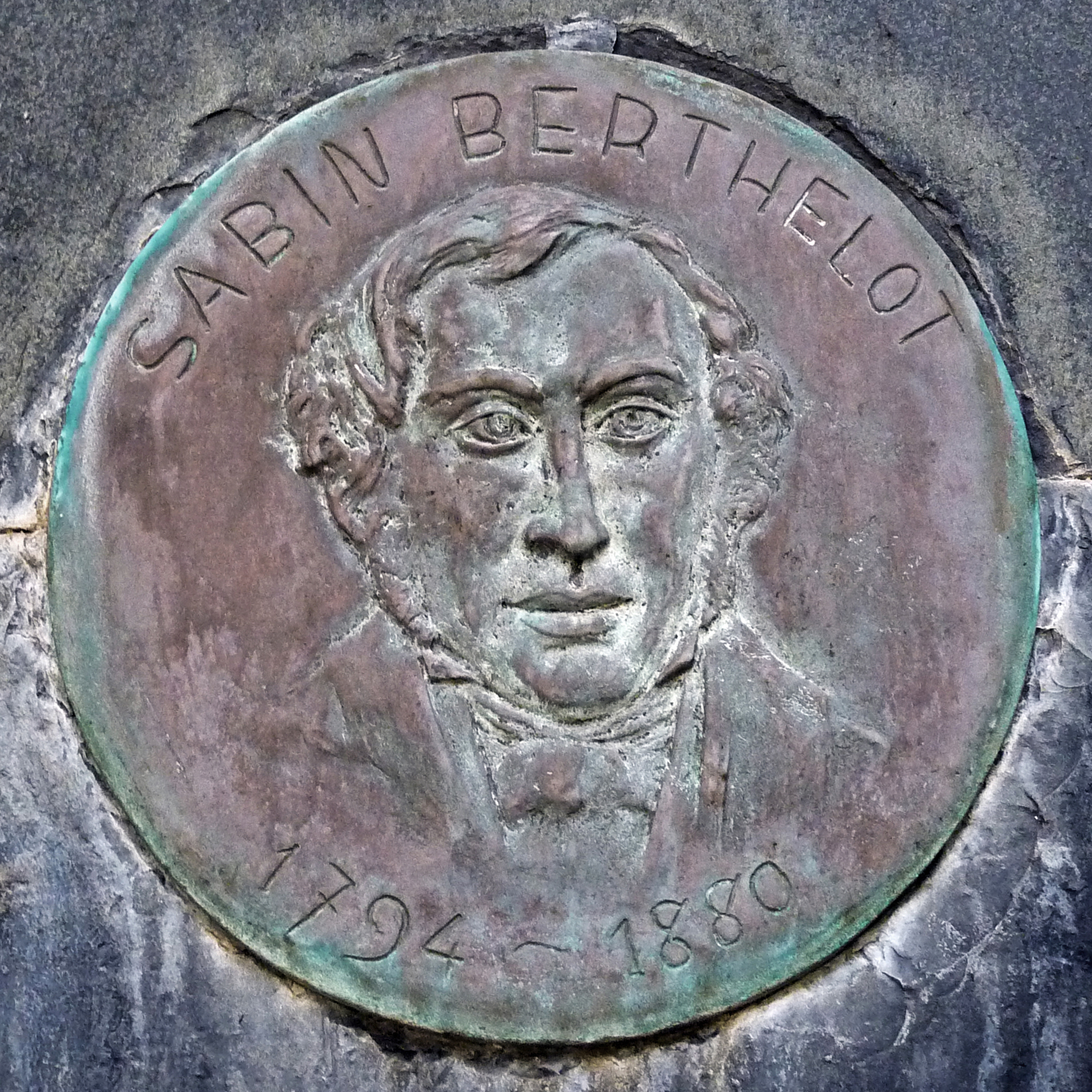
Homenaje a Sabino Berthelot en la Fuente de Los Sabios del Jardín Botánico Viera y Clavijo

- La abreviatura «Berth.» se emplea para indicar a Sabino Berthelot como autoridad en la descripción y clasificación científica de los vegetales.[7]